# José Bizama
José Carlos Bizama Venegas (Curanilahue, Chile, 25 de junio de 1994) es un futbolista profesional chileno que se desempeña como lateral por la banda derecha y actualmente milita en Palestino de la Primera División de Chile. Además, es internacional absoluto con la Selección de fútbol de Chile desde 2018.

## Trayectoria

### Inicios
José Bizama, oriundo de Curanilahue, pasa su formación como jugador profesional de fútbol a los 16 años en las inferiores del Club Deportivo Huachipato.

### Huachipato
Debutó oficialmente en el primer equipo acerero el 22 de mayo de 2014, enfrentando a CSD Concepción en un partido válido por la segunda fecha de la Copa Chile 2014-15, reemplazando a Sergio Villalobos a los 68' de juego.  Debutó por la Primera División de Chile el 8 de agosto de 2014 en una victoria por 2-1 contra Deportes Iquique . Hizo su primera aparición en una competencia internacional el 12 de agosto de 2015 cuando fue titular en la derrota por 2-0 ante Olimpia en un partido válido por la Copa Sudamericana.Marcó su primer gol el 16 de enero de 2016 en una victoria por 3-0 ante Universidad de Concepción.

### Houston Dynamo
El 11 de julio de 2019, Bizama firma con el Houston Dynamo de la Major League Soccer. Sin embargo, no entrenó con el equipo hasta el 2 de agosto, cuando logró obtener su visa. Debutó el 11 de agosto en una derrota por 1-2 ante Philadelphia Union. Continuaría haciendo 5 apariciones, 4 de ellas como titular, en su primera temporada con Houston.
El 28 de febrero de 2020, sufrió una fractura en la pierna durante una práctica el día anterior al inicio de la temporada del Dynamo, siendo operado el 2 de marzo. Jugó su primer partido de la temporada el 9 de septiembre, jugando el partido completo en un empate 1-1 en Colorado Rapids. Bizama aparecería en 8 partidos en una temporada más corta debido a la pandemia de COVID-19 cuando Houston terminó último en la Conferencia Oeste, perdiéndose nuevamente los playoffs. 
El 15 de mayo, hizo su primera aparición de la temporada 2021, jugando los 90 minutos completos en la derrota por 3-1 ante los Rapids. Esa sería su única aparición de la temporada con el Dynamo.  

### Charlotte Independence
El 5 de agosto de 2021, Bizama se unió al Charlotte Independence de la USL Championship en calidad de préstamo por el resto de la temporada. Hizo su debut el 8 de septiembre, jugando 90 minutos en la victoria por 5-0 sobre el Loudoun United. Jugó 9 partidos en la temporada regular para Independence, ayudando a Charlotte a terminar en segundo lugar en la División del Atlántico y clasificarse para los playoffs.  Salió de la banca en los dos juegos de playoffs de Charlotte cuando llegaron a las semifinales de conferencia, donde perdieron 1-0 ante Louisville City FC. 
Tras el término del préstamo, Houston rechazó la opción del año adicional de contrato de Bizama.

### Palestino
El 10 de enero de 2022, fue anunciado como nuevo refuerzo de Palestino de la Primera División de Chile.

## Selección nacional
Fue considerado en los 4 microciclos de entrenamiento de una selección local al mando de Reinaldo Rueda realizados en Santiago a principios de 2018, sólo en una sesión Bizama fue marginado por lesión.
El 17 de mayo de 2018 recibe su primera nominación a la selección de Chile comandada por el colombiano Reinaldo Rueda, siendo considerado entre los integrantes del plantel que enfrentaría en tres partidos amistosos a las selecciones de Rumania, Serbia y Polonia, el jueves 31 de mayo, el lunes 4 de junio y el viernes 8 de junio del 2018 respectivamente, todo esto en pos del desarrollo de una selección de proyección con rodaje para la Copa América 2019.
Finalmente debutó por la selección adulta el 31 de mayo de 2018 ante Rumanía en el Sportzentrum Graz-Weinzödl de Graz, Austria con 23 años y 11 meses, ingresando al minuto 76' en lugar de Paulo Díaz sumando sus primeros minutos en la caída de "La Roja" por 3-2 ante los europeos.

### Partidos internacionales
Actualizado hasta el 10 de septiembre de 2019.
| \| N.º \| Fecha \| Estadio \| Local \| Resultado \| Visitante \| Goles \| Competición \| \| ----- \| ------------------------ \| -------------------------------------------------------- \| ---------- \| --------- \| --------- \| ----- \| ----------- \| \| 1 \| 31 de mayo de 2018 \| Sportzentrum Graz-Weinzödl, Graz, Austria \| Rumania \| 3-2 \| Chile \| \| Amistoso \| \| 2 \| 4 de junio de 2018 \| Stadion Graz-Liebenau, Graz, Austria \| Serbia \| 0-1 \| Chile \| \| Amistoso \| \| 3 \| 8 de junio de 2018 \| INEA Stadion, Poznań, Polonia \| Polonia \| 2-2 \| Chile \| \| Amistoso \| \| 4 \| 10 de septiembre de 2019 \| Estadio Olímpico Metropolitano, San Pedro Sula, Honduras \| Honduras \| 2-1 \| Chile \| \| Amistoso \| \| Total \| Total \| Total \| Presencias \| 4 \| Goles \| 0 \| \| |                          |                                                          |            |           |           |       |             |
| N.º | Fecha                    | Estadio                                                  | Local      | Resultado | Visitante | Goles | Competición |
| 1 | 31 de mayo de 2018       | Sportzentrum Graz-Weinzödl, Graz, Austria                | Rumania    | 3-2       | Chile     |       | Amistoso    |
| 2 | 4 de junio de 2018       | Stadion Graz-Liebenau, Graz, Austria                     | Serbia     | 0-1       | Chile     |       | Amistoso    |
| 3 | 8 de junio de 2018       | INEA Stadion, Poznań, Polonia                            | Polonia    | 2-2       | Chile     |       | Amistoso    |
| 4 | 10 de septiembre de 2019 | Estadio Olímpico Metropolitano, San Pedro Sula, Honduras | Honduras   | 2-1       | Chile     |       | Amistoso    |
| Total | Total                    | Total                                                    | Presencias | 4         | Goles     | 0     |             |

| Selección chilena | Selección chilena | Selección chilena |
| Año               | Partidos          | Goles             |
| ----------------- | ----------------- | ----------------- |
| 2018              | 3                 | 0                 |
| 2019              | 1                 | 0                 |
| Total             | 4                 | 0                 |

## Estadísticas
| Club                                  | Div           | Temporada     | Liga  | Liga  | Copas nacionales | Copas nacionales | Torneos internacionales | Torneos internacionales | Total | Total |
| Club                                  | Div           | Temporada     | Part. | Goles | Part.            | Goles            | Part.                   | Goles                   | Part. | Goles |
| ------------------------------------- | ------------- | ------------- | ----- | ----- | ---------------- | ---------------- | ----------------------- | ----------------------- | ----- | ----- |
| Huachipato · Chile                    | 1.ª           | 2014          | —     | —     | 2                | 0                | —                       | —                       | 2     | 0     |
| Huachipato · Chile                    | 1.ª           | 2015-16       | 14    | 1     | 5                | 0                | 2                       | 0                       | 21    | 1     |
| Huachipato · Chile                    | 1.ª           | 2016-17       | 24    | 1     | 2                | 0                | —                       | —                       | 26    | 1     |
| Huachipato · Chile                    | 1.ª           | 2017          | 14    | 0     | 6                | 1                | —                       | —                       | 20    | 1     |
| Huachipato · Chile                    | 1.ª           | 2018          | 27    | 1     | 5                | 1                | —                       | —                       | 32    | 2     |
| Huachipato · Chile                    | 1.ª           | 2019          | 14    | 2     | 1                | 0                | —                       | —                       | 15    | 2     |
| Huachipato · Chile                    | Total club    | Total club    | 93    | 5     | 21               | 2                | 2                       | 0                       | 116   | 7     |
| Houston Dynamo Estados Unidos         | 1.ª           | 2019          | 5     | 0     | —                | —                | —                       | —                       | 5     | 0     |
| Houston Dynamo Estados Unidos         | 1.ª           | 2020          | 8     | 0     | —                | —                | —                       | —                       | 8     | 0     |
| Houston Dynamo Estados Unidos         | 1.ª           | 2021          | 1     | 0     | —                | —                | —                       | —                       | 1     | 0     |
| Houston Dynamo Estados Unidos         | Total club    | Total club    | 14    | 0     | 0                | 0                | 0                       | 0                       | 14    | 0     |
| Charlotte Independence Estados Unidos | 2.ª           | 2021          | 11    | 0     | —                | —                | —                       | —                       | 11    | 0     |
| Charlotte Independence Estados Unidos | Total club    | Total club    | 11    | 0     | 0                | 0                | 0                       | 0                       | 11    | 0     |
| Palestino · Chile                     | 1.ª           | 2022          | 27    | 1     | 2                | 0                | —                       | —                       | 29    | 1     |
| Palestino · Chile                     | 1.ª           | 2023          | 12    | 0     | 0                | 0                | 1                       | 0                       | 13    | 0     |
| Palestino · Chile                     | 1.ª           | 2024          | 8     | 0     | 3                | 0                | 4                       | 0                       | 15    | 0     |
| Palestino · Chile                     | 1.ª           | 2025          | 1     | 0     | 3                | 0                | 0                       | 0                       | 4     | 0     |
| Palestino · Chile                     | Total club    | Total club    | 48    | 1     | 8                | 0                | 5                       | 0                       | 61    | 1     |
| Total carrera                         | Total carrera | Total carrera | 166   | 6     | 29               | 2                | 7                       | 0                       | 202   | 8     |
| 1. 2. 3.                              |               |               |       |       |                  |                  |                         |                         |       |       |